# Выстрел (телесериал, 2015)
«Выстрел» — российский спортивный драматический телесериал режиссёра Сергея Коротаева. Главные роли исполнили Юрий Борисов и Гела Месхи. Премьера состоялась 9 февраля 2015 года на «Первом канале». После показа первых четырёх серий сериал был снят с эфира. 27 февраля был полностью показан в онлайн-сервисе Кино1ТВ.
Сериал получил негативные оценки российских кинокритиков и спортивных обозревателей, отметивших серьёзные недочёты в сценарии.

## Сюжет
Главный герой сериала Паша — молодой биатлонист из провинции, который благодаря упорному труду пробивается в состав сборной России на Олимпийские игры.

## В ролях
| Актёр               | Роль                           |
| ------------------- | ------------------------------ |
| Юрий Борисов        | Паша Крутов                    |
| Гела Месхи          | Максим Белоусов                |
| Данила Шевченко     | Сергей Михеев                  |
| Сергей Соцердотский | Борис Шац                      |
| Сергей Годин        | Антон Бык                      |
| Мария Белоненко     | Маша Сенина                    |
| Паулина Андреева    | Яна Туманова                   |
| Дмитрий Панфилов    | Николай Кульчицкий             |
| Владимир Меньшов    | Василий Иванович Фатеев тренер |
| Сергей Угрюмов      | Роман Бережной главный тренер  |
| Евгения Симонова    | Кривцова                       |
| Юрий Шлыков         | Кривцов                        |
| Елена Валюшкина     | Валентина Сергеевна Сенина     |
| Анна Назарова       | Светлана                       |
| Александра Бортич   | Нина Крутова сестра Паши       |
| Лидия Милюзина      | Юлия Лазинская                 |